# Conseil supérieur de l'éducation (France)
Pour les autres articles nationaux ou selon les autres juridictions, voir Conseil supérieur de l'éducation.
En France, le Conseil supérieur de l’éducation (CSE) est une instance consultative créée en 1989 placée sous la présidence du ministre de l’Éducation nationale, qui rassemble notamment tous les acteurs de la communauté éducative. Jusqu'en août 2015, le Conseil, doté dans ce cas de son propre président, avait également une fonction de juridiction administrative.

## Histoire

### Le Conseil de l'Université
Le Conseil de l'Université a été institué par le décret du 17 mars 1808, dans son titre IX.
Le Conseil de l'Université, présidé par le grand-maître, était composé de trente membres, dont dix conseillers à vie et vingt conseillers ordinaires, choisis parmi les inspecteurs, doyens et professeurs de facultés, et les proviseurs des lycées.
Les attributions du Conseil étaient de trois ordres: 
- rôle de conseiller du grand-maître en particulier sur les règlements intérieurs des établissements d'enseignement ou sur les programmes;
- rôle de contrôle des établissements, en particulier sur le plan financier;
- rôle contentieux et disciplinaire sur différentes questions concernant l'enseignement.

Le Conseil n'est pas présenté comme une juridiction; néanmoins, l'article 82 du décret prévoit que les affaires contentieuses seront portées devant le Conseil et que la décision, prise à la majorité, sera exécutée par le grand-maître, et un recours est prévu devant le Conseil d'État.

### Le Conseil supérieur de l'instruction publique
Avec la chute de l'Empire, le Conseil de l'Université est supprimé puis recréé pendant les Cent-Jours. Sous la Seconde Restauration, le Conseil et la grande maitrise sont remplacés par la Commission de l'instruction publique (1815-1820) puis par le Conseil royal de l'instruction publique (1820-1822).
Le nombre de ses membres est très réduit et les représentants de la religion catholique y entrent.
Une nouvelle réforme, en 1822, crée le Conseil royal de l'instruction publique, et augmente à nouveau le nombre des membres. Ce dernier est renommé en Conseil royal de l'Université en 1845.
La Loi Falloux (texte), promulguée le 15 mars 1850 apporte plusieurs changements au Conseil : 
- Il perd définitivement son nom de Conseil de l'Université pour devenir le Conseil supérieur de l'instruction publique;
- La loi introduit le principe de l'élection pour certains membres ;
- Le Conseil s'ouvre à des personnes non représentées jusque-là : représentants des autres cultes reconnus (protestantisme, judaïsme), magistrature, Institut de France;
- Il comprend désormais des représentants de l'« enseignement libre ».

Les attributions ne changent guère par rapport au Conseil de l'Université. Le Conseil supérieur de l'instruction publique est chargé de la surveillance des écoles libres, qui restent toutefois largement maîtresses de leurs programmes.
Cette ouverture ne dure guère puisque après le coup d'État du 2 décembre 1851, un décret revient sur le principe de l'élection. La composition du Conseil ne change pas mais les membres ne sont pas élus, mais nommés par le chef de l'État.
La loi du 27 février 1880 en change une nouvelle fois la composition : 
- Les représentants des religions sont écartés du conseil (sauf les représentants des chaires de théologie) ;
- Les enseignants sont désormais nettement majoritaires au sein du Conseil, qui accorde une large place à l'enseignement supérieur, en particulier aux représentants des grandes écoles ;
- L'importance de l'enseignement libre est diminuée au sein du nouveau conseil, car s'ils ont un représentants de plus, le nombre de professeurs de l'enseignement public augmente beaucoup plus.

### Le Conseil supérieur de l'éducation nationale
En pleine seconde guerre mondiale, est instauré en 1943 un Conseil provisoire de la jeunesse en complément du Conseil supérieur de l'instruction publique.
Au sortir de la guerre, une ordonnance du 26 avril 1945 va  créer le Conseil supérieur de l'enseignement public, qui ne se réunira pas sauf pour les attributions contentieuses et disciplinaires afin de statuer sur les appels en instance. Et c'est la loi no 46-1084 du 18 mai 1946 qui va venir modifier l'organisation des instances consultatives de l'éducation nationale et va instaurer un Conseil supérieur de l'éducation nationale  subdiviser en cinq conseils (enseignement primaire ;  secondaire ;  technique ; supérieur ;  jeunesse, de l'éducation populaire et des sports). Cette instance remplace non seulement le Conseil supérieur de l'instruction publique, mais également le Conseil supérieur de l'enseignement technique fondé en 1870, le Conseil supérieur de l'enseignement du second degré et le Conseil provisoire de la jeunesse.
Le mode d'élection du Conseil supérieur de l'éducation nationale est indirect. Les conseillers sont choisis par et parmi les élus des cinq conseils.

#### Évolution législative de 1946 à nos jours
La loi no 64-1325 du 26 décembre 1964 et le décret no 65-1053 du 19 novembre 1965 augmentent le nombre de membres du Conseil supérieur de l'éducation nationale et y intègrent d'autres catégories non représentées jusqu'alors.
Le Conseil comprend alors : 
- 25 représentants de l'administration de l'Éducation nationale ;
- 7 membres représentants les autres départements ministériels intervenant dans le domaine de l'éducation (12 maximum) ;
- 18 membres partagés entre personnalités qualifiées et représentants des parents d'élèves, des étudiants et des syndicats professionnels ;
- 25 enseignants du public ;
- 5 représentants de l'enseignement privé.

La loi va également faire fusionner les conseils de l'enseignement primaire, secondaire et technique en un seul conseil de l'enseignement général et technique.
En 1968, la loi Faure transforme le conseil de l'enseignement supérieur en Conseil national de l'enseignement supérieur et de la recherche (CNESER). Il n'y a plus alors que deux conseils composant le Conseil supérieur.
La loi no 84-610 du 16 juillet 1984 relative au développement des activités physiques et sportives réorganise les organes consultatifs en matière de jeunesse, de sports et de loisirs et entraîne la disparition du conseil de la jeunesse, de l'éducation populaire et des sports.

#### Le conseil supérieur de l'éducation
En 1989, la Loi Jospin regroupe le Conseil supérieur de l'éducation nationale et le Conseil de l'enseignement général et technique au sein d'une structure unique qui prend le nom toujours en vigueur de Conseil supérieur de l'éducation.

## Rôle
Historiquement, le Conseil supérieur de l'éducation et les organes qui l'ont précédé ont eu un double rôle à la fois consultatif sur la politique éducative de la France et disciplinaire à l'égard des personnels de l'éducation, voire des étudiants ; ainsi qu'un rôle de contrôle sur les établissements d'enseignement.
Cependant, ces missions ont été avec le temps confiées à d'autres instances :  
- La discipline des personnels et étudiants de l'enseignement supérieur a été confiée au CNESER ;
- Le contrôle budgétaire des établissements a été confié aux académies.

Jusqu'à la loi d'orientation et de programmation pour la refondation de l'école de la République du 8 juillet 2013, le Conseil supérieur de l’éducation statuait en appel et en dernier ressort : 
- Sur les jugements rendus en matière contentieuse et en matière disciplinaire par les conseils académiques de l'Éducation nationale ;
- Sur les décisions prises par la Commission des titres d'ingénieur relativement aux écoles privées légalement ouvertes qui demandent à délivrer les diplômes d’ingénieur.

Il exerçait aussi une compétence en premier et dernier ressort pour le relèvement des déchéances et incapacités prononcées, soit par lui, soit par les conseils académiques. Une ordonnance du 26 juin 2014 retire, à partir du 1er septembre 2015, tout rôle disciplinaire et contentieux au Conseil supérieur de l'éducation.
Il ne conserve plus alors que son rôle d'instance consultative. À ce titre, il est obligatoirement consulté sur tous les textes et les réformes qui régissent l’éducation.
Il se prononce notamment sur les programmes scolaires, les examens et les diplômes. Il donne aussi des avis sur tous les textes concernant l'enseignement privé.

## Composition

### Formation plénière
Le Conseil supérieur de l’éducation est composé de représentants des enseignants, des enseignants-chercheurs, des autres personnels, des parents d’élèves, des étudiants, des élèves des lycées, des collectivités territoriales, des associations périscolaires et familiales, des grands intérêts éducatifs, économiques, sociaux et culturels. Les membres, selon leur qualité, sont élus parmi leurs pairs ou désignés par leurs organisations.
| Collèges et catégories représentés | Mode de désignation                                                                          | Nbre de représentants |
| --- | -------------------------------------------------------------------------------------------- | --------------------- |
| Personnels de l'Éducation nationale et représentants de l'enseignement | Personnels de l'Éducation nationale et représentants de l'enseignement                       | 49                    |
| Personnels enseignants titulaires et contractuels de l'enseignement public des premier et second degrés, directeurs de centre d'information et d'orientation, psychologues de l'éducation nationale, conseillers principaux d'éducation, maîtres d'internat, surveillants d'externat, assistants d'éducation et accompagnants d'élèves en situation de handicap | Sur proposition des organisations syndicales représentatives                                 | 24                    |
| Enseignants-chercheurs | Élus parmi les représentants au CNESER                                                       | 5                     |
| Personnels de direction des lycées et collèges publics | Sur proposition des organisations syndicales représentatives                                 | 2                     |
| Corps d'inspection | Sur proposition des organisations syndicales représentatives                                 | 2                     |
| Personnels ingénieurs, administratifs, techniques, sociaux et de santé et des bibliothèques | Sur proposition des organisations syndicales représentatives                                 | 9                     |
| Chefs d'établissements privés du premier ou second degrés | Sur proposition des organisations syndicales représentatives                                 | 2                     |
| Enseignants du privé du premier ou second degrés | Sur proposition des organisations syndicales représentatives                                 | 4                     |
| Représentant de l'enseignement privé supérieur | Élu par l'ensemble des responsables de ces établissements                                    | 1                     |
| Usagers du système éducatif | Usagers du système éducatif                                                                  | 19                    |
| Parents d'élèves de l'enseignement public | Sur proposition des associations de parents d'élèves représentatives                         | 8                     |
| Parents d'élèves de l'enseignement privé | Sur proposition des associations de parents d'élèves représentatives                         | 3                     |
| Étudiants | Sur proposition des organisations étudiantes représentées au CNESER                          | 3                     |
| Associations familiales | Sur proposition de l'association la plus représentative                                      | 1                     |
| Lycéens | Élus par les représentants des lycéens au sein des conseils académiques de la vie lycéenne   | 4                     |
| Collectivités territoriales et grands intérêts éducatifs, culturels, économiques et sociaux | Collectivités territoriales et grands intérêts éducatifs, culturels, économiques et sociaux  | 30                    |
| Conseils régionaux | Élus par l'Association des régions de France                                                 | 4                     |
| Conseils départementaux | Élus par l'assemblée des présidents de conseils départementaux                               | 4                     |
| Maires | Élus par l'Association des maires de France                                                  | 4                     |
| Associations périscolaires | Sur proposition des associations les plus représentatives                                    | 2                     |
| Salariés et fonctionnaires | Sur proposition des syndicats les plus représentatifs                                        | 8                     |
| Employeurs | Sur proposition des syndicats patronaux et des chambres consulaires les plus représentatives | 6                     |
| Universités et écoles d'ingénieurs | Par la CPU ou par la CDEFI, en alternance tous les deux ans                                  | 1                     |
| Enseignement agricole | Par le Conseil national de l'enseignement agricole                                           | 1                     |

Chaque fois qu'il est fait référence à des syndicats ou associations représentatives, cette représentativité est déterminée, chaque fois que cela est possible, d'après les résultats aux élections correspondantes.
La formation plénière est présidée par le ministre chargé de l'éducation ou son représentant. En outre, les autres ministres peuvent désigner un représentant pour les questions relatives à leur département.
En juillet 2023, un décret modifie la composition du CSE portant ses membres de 98 à 99. Cet arrêté fusionne aussi les sous-collèges 1a et 1b et permet le vote par correspondance pour l'élection des 4 représentants lycéens.

### Organisation interne
Le conseil est organisé en une section permanente et plusieurs sections spécialisées :
La section permanente comprend : 
- 24 représentants du premier collège, dont 21 pour le public et 3 pour le privé ;
- 10 représentants du second collège ;
- 15 représentants du troisième collège, dont 6 pour les collectivités territoriales.

Le conseil dispose également de trois sections spécialisées : 
- commission des écoles ;
- commission des collèges ;
- commission des lycées.

En 2023, les membres du Conseil Supérieur de l'Education votent, selon les dispositions de l'Article R231-8 du Code de l'Education, la création d'une commission spécialisée consacrée au calendrier scolaire. Celle-ci rend ses travaux à la Ministre de l'Education Nationale et de la Jeunesse, Nicole Belloubet, en juin 2024. À la suite de la clôture des travaux de cette commission, les représentants au CSE créent, en mai 2024, une commission sur la transition écologique au sein de l'Ecole.

## Affaires et controverses

### Élections des représentants lycéens

#### En 2025
L’élection des représentants des élèves, lycéens et des établissements régionaux d’enseignement adapté (EREA) au Conseil supérieur de l’éducation pour la mandature 2025-2027 a été marquée par une suspension des résultats prononcée par le Tribunal administratif de Paris.
Cette annulation fait suite au dépôt d’un recours contentieux en référé introduit par l’association Renouveau Lycéen. Cette dernière, dont les listes de candidats investis sont arrivées en troisième et en cinquième position lors du scrutin, a motivé sa requête sur la publication de tract virulents la veille au soir su scrutin, attaquant explicitement ses candidats et produits par l'association "Les Lycéens!". Le Tribunal administratif a estimé que "ce communiqué et sa diffusion ont eu un impact sur le déroulé des opérations électorales, sur la sincérité du scrutin et sur la répartition des sièges".
Le juge des référés a donc ordonné la suspension de la décision proclamant les résultats de l'élection et de l'arrêté de la Ministre de l’Éducation nationale nommant les nouveaux élus, tous investis par l'association "Les Lycéens !" - élus par leurs pairs siégeant au sein des Conseils Académiques de Vie Lycéenne, obligeant de fait le Ministère de l’Éducation nationale à organiser de nouvelles élections.
À la suite de cette annulation, le Ministère de l’Éducation nationale a décidé de se pourvoir en cassation devant le Conseil d’État contre l'ordonnance de référé du juge des référés du Tribunal administratif de Paris.